# Aeroporto di Chicago-Midway
L'Aeroporto Internazionale di Chicago Midway è un aeroporto situato a 13 km da Chicago nello stato dell'Illinois, negli Stati Uniti d'America.

L'aeroporto è utilizzato prevalentemente da compagnie aeree low-cost ed in particolare è hub per la Southwest Airlines.

## Statistiche
Questo grafico non è disponibile a causa di un problema tecnico.
Si prega di non rimuoverlo.
Vedi la query Wikidata di origine.